# محطة الطاقة النووية الأطلسية
محطة الطاقة النووية الأطلسية هي محطة طاقة نووية عائمة مقترحة تقع قبالة ساحل ولاية نيو جيرسي حيث تم اقتراحها في السبعينيات من قبل شركة الخدمة العامة للكهرباء والغاز.

## نبذة
تم طلب مفاعلين من ويستنجهاوس في عام 1972  وتم إلغاء اقتراح محطة الطاقة في عام 1978. 
تم تصور هذه المحطة لأول مرة في عام 1969 وتم طلب المفاعلات في عام 1972 لتشغيلها في منتصف الثمانينات ومع ارتفاع التكاليف والاحتجاجات البيئية تم إلغاء المفاعلات في عام 1978.